# Colleen McCullough
Pour les articles homonymes, voir McCullough.
Œuvres principales
- Les oiseaux se cachent pour mourir (1977)
- Série Les Maîtres de Rome
- Série Carmine Delmonico

Colleen McCullough, née le 1er juin 1937 à Wellington en Australie (dans l'ouest de la Nouvelle-Galles du Sud) et morte le 29 janvier 2015 à Burnt Pine sur l'île Norfolk, est une écrivaine australienne. Elle est principalement connue pour son roman Les oiseaux se cachent pour mourir écrit en 1977. Elle a reçu l'ordre d'Australie (officier).

## Biographie
Elle naît le 1er juin 1937 à Wellington (Australie) d'une mère Néo-Zélandaise et d'un père écossais. Durant son adolescence, elle emménage à Sydney où elle étudie la médecine. À la suite d'une allergie la rendant inapte à ce métier, elle devient spécialiste en neurosciences.
Elle travaille dans différents hôpitaux à Sydney, puis déménage à Londres en 1963, où elle poursuit sa carrière. En 1967, elle part travailler au Service de Neurologie de la Yale Medical School à New Haven, dans le Connecticut, aux États-Unis, où elle enseigne et poursuit ses recherches. Pour arrondir ses fins de mois, elle se lance dans la peinture et l'écriture. Elle publie Tim (en) en 1974 et The Thorn Birds (Les oiseaux se cachent pour mourir) en 1977. Avec ce dernier roman, elle rencontre un succès mondial. Elle rentre en Angleterre et elle souhaite y poursuivre sa carrière, mais sa nouvelle notoriété l'en empêche. Elle devient écrivain à plein temps. À la fin des années 1970, elle s'installe sur l'île de Norfolk où elle vit avec son mari.
Elle est l'auteure de plusieurs romans mêlant des récits historiques et sentimentaux. 
Entre 1990 et 2007, elle a écrit la série Les Maîtres de Rome consacrée à l'histoire de la République romaine. 
En 2006, elle s'essaie au roman policier en mettant en scène l'inspecteur Carmine Delmonico qui est à l'honneur dans cinq romans.
Elle était membre de l'Académie des sciences de New York.
Elle décède à Burnt Pine sur l'île Norfolk, le 29 janvier 2015 et est inhumée dans le cimetière de cette île.

## Œuvres

### SérieLes Maîtres de Rome
1. L'Amour et le Pouvoir ((en) The First Man in Rome, 1990)
  1. Les Lauriers de Marius, L'Archipel, 2002
  2. La Revanche de Sylla, L'Archipel, 2002
2. La Couronne d'herbe, J'ai lu ((en) The Grass Crown, 1991)
3. (en) Fortune's Favourites, 1993
  1. Le Favori des dieux, J'ai lu, 2002
  2. La Colère de Spartacus, J'ai lu, 2002
4. (en) Caesar's Women, 1996
  1. Jules César, la violence et la passion, L'Archipel, 1998
  2. Jules César, le glaive et la soie, L'Archipel, 1999
5. (en) Caesar, 1997
  1. La Conquête gauloise, L'Archipel, 2000
  2. César imperator, L'Archipel, 2006
6. César et Cléopâtre ((en) The October Horse, 2002)
7. Antoine et Cléopâtre ((en) Antony and Cleopatra, 2007)

### SérieCarmine Delmonico
1. Corps manquants ((en) On, Off, 2006)
2. Douze de trop, L'Archipel, 2011 ((en) Too Many Murders, 2009)
3. Fleurs sanglantes, L'Archipel, 2012 ((en) Naked Cruelty, 2010)
4. Le Dernier Banquet, L'Archipel, 2012 ((en) The Prodigal Son, 2012)
5. Péché de chair, L'Archipel, 2016 ((en) Sins of the Flesh, 2013)

### Romans indépendants
- Tim, Belfond, 1977 ((en) Tim, 1974)En 1979, le film Tim en a été tiré
- Les oiseaux se cachent pour mourir ((en) The Thorn Birds, 1977)
- Un autre nom pour l'amour ((en) An Indecent Obsession, 1981)
- La Passion du Docteur Christian ((en) A Creed for the Third Millennium, 1985)
- Les Dames de Missalonghi ((en) The Ladies of Missalonghi, 1987)
- Le Cheval de Troie ((en) The Song of Troy, 1998)
- L'espoir est une terre lointaine ((en) Morgan's Run, 2000)
- Le Temps de l'amour ((en) The Touch, 2003)
- La Maison de l'ange ((en) Angel Puss, 2005)
- Les Caprices de miss Mary ((en) The Independence of Miss Mary Bennet, 2008)
- Les Quatre Filles du révérend Latimer, L'Archipel, 2015 ((en) Bittersweet, 2013)

### Biographie
- (en) The Courage and the Will: The Life of Roden Cutler VC, 1999

### Mémoires
- (en) Life Without the Boring Bits, 2011

## Adaptations

### Au cinéma
- 1979 : Tim, film australien réalisé par Michael Pate d'après le roman éponyme, avec Mel Gibson et Piper Laurie.
- 1985 : An Indecent Obsession, film australien réalisé par Lex Marinos d'après le roman éponyme.

### À la télévision
- 1983 : Les oiseaux se cachent pour mourir (The Thorn Birds), mini-série américaine réalisé par Daryl Duke d'après le roman éponyme.
- 1996 : Les oiseaux se cachent pour mourir : Les Années oubliées (The Thorn Birds: The Missing Years), mini-série américaine réalisé par Kevin James Dobson.
- 1996 : Mary et Tim (Mary & Tim), téléfilm américain réalisé par Glenn Jordan.